# NGC 484
NGC 484 je galaksija u zviježđu Tukan.

## Vanjske poveznice
- SEDS: NGC 484